# Carinhan
Carinhan de Bordèu (en francès Carignan-de-Bordeaux) és un municipi francès situat al departament de la Gironda i a la regió de la Nova Aquitània.

## Demografia
| 1962                                       | 1968  | 1975  | 1982  | 1990  | 1999  | 2007  |
| ------------------------------------------ | ----- | ----- | ----- | ----- | ----- | ----- |
| 760                                        | 1.209 | 1.931 | 2.276 | 2.867 | 3.094 | 3.376 |
| Des de 1962: població sense dobles comptes |       |       |       |       |       |       |

## Administració
| Període   | Identitat           | Partit |
| --------- | ------------------- | ------ |
| 2001-2008 | Marc Gizard         |        |
| 2008-     | Jean-François Jamet |        |